# Dynamo Równe
Dynamo Równe (ukr. Футбольний клуб «Динамо» Рівне, Futbolnyj Kłub "Dynamo" Riwne)  - ukraiński klub piłkarski z siedzibą w Równem funkcjonujący w latach 1940–1956. W 1946 występował w Trzeciej grupie Mistrzostw ZSRR. Następnie uczestniczył w rozgrywkach piłkarskich Ukraińskiej SRR.